# 猫と紳士のティールーム
『猫と紳士のティールーム』（ねことしんしのティールーム）は、モリコロスによる日本の漫画。『月刊コミックゼノン』（コアミックス）にて、2022年10月号より連載中。

## あらすじ
とある街にある紅葉商店街。その片隅に開店した紅茶専門店「CAMELLIA TEA ROOM」。紅茶を愛してやまない店主・瀧が、自ら厳選した茶葉を丁寧に淹れて提供している。ただ、瀧は大変な人見知りであるため、接客はいつも緊張して一苦労。それでも、訪れてくれた客に美味しい紅茶を楽しんで貰いたいと、おもてなしの心を込めて誠実に、至福のひとときとなる一杯を淹れるのである。

### CAMELLIA TEA ROOM
グランドメニューである「本日の紅茶」は、2杯分の紅茶と菓子のセットで700円。店を訪れた客の雰囲気やちょっとした言動からイメージした茶葉とティーカップを瀧が選び、優美なティーサービス（ティーポット、シュガーボウル＆ミルクジャグのセット、プレースマット）で提供する。客からの要望にも柔軟に応じている。銘柄や個性が分からなくても、好みの味わいや風味を伝えれば瀧が適切と思われる茶葉を提案する。
セットの菓子は複数用意してあり、茶葉の個性とマリアージュするものを選んでいる。ケーキはCAMELLIA TEA ROOMの近くに店を構える老舗洋菓子店から仕入れたもの、スコーンなどの焼き菓子は瀧が自ら腕を振るったものである。なお、アフタヌーンティーは予約制。
「本日の紅茶」以外のアラカルトメニューも充実しており、茶葉は豊富に取り揃えている。シングルオリジンティー、ブレンドティー、フレーバードティー、センテッドティーと充実している。オリジナルロゴがプリントされた紅茶缶（Tea tin）にそれぞれの茶葉を入れ、ウォールキャビネットに納めている。また、店で提供している茶葉と同じものを小箱に入れて店頭販売を開始した。
レンガ造りの建物の1階が店舗。クラシックな欧州の邸宅を思わせる店内は英国ヴィクトリア調の高級アンティーク家具や調度品で彩られており、マントルピースやホールクロック、キャッシュレジスター、ドアノブの細部に至るまで瀧の拘りが見てとれる。
客席は、カウンターに4席、ティーテーブル席が2つ、猫足のソファセットは1組。2階にはクラシカルな観音開きの扉を有したダイニングルーム (Parlour) があり、ネオ・ゴシック調のダイニングテーブルセットが設えてある。なお、同じフロアに瀧の私的居住空間も設けられている。更に螺旋階段を上ると屋上に出られる。
店には愛猫のキームンが看板猫として常駐している。そのため、直火のガスコンロを使用せず電磁調理器を使用。食器や調理器具はカウンター下に設えた扉付きキャビネットに収納している。また、猫にリスクがあるとされている柑橘系（レモンティーなど）の注文を受けた時は、階上の部屋に移動させている。

## 登場人物・動物
瀧 静（たき しずか）
紅茶専門店「CAMELLIA TEA ROOM」の店主。52歳。独身。愛猫のキームンと生活をしている。
すらりとした長身、口髭と顎髭を蓄え、豊かな髪はオールバックに整えている。丸メガネ越しにも分かる涼し気な目元と長いまつ毛、スッと通った鼻筋が際立つ端正な顔立ちである。ウィングカラーのシャツに蝶ネクタイ、ウェストコート（夏はカマーベスト）、ソムリエエプロンを身につけて接客をしている。気合を入れる時、両手で蝶ネクタイの端を持ち、横に引いて正す癖がある。
極度の人見知りで他人と目を合わせることが苦手。特に初対面の人と対峙する時は、緊張のあまり顔が強張って無表情になってしまうため不愛想に見られてしまうことが悩みの種。性格はいたって穏やかで温厚。言葉遣いも丁寧で話し方もゆったりとしている。
ところが、客から紅茶に関する質問をされると瞬時に緊張から解き放たれ、頬を紅潮させて満面の笑みで堰を切ったように饒舌になる（兄からは「紅茶オタク」と言われるほどである）。そのギャップに心を撃ち抜かれてファンになる客が増えている。しかし、延々と話し続けていると愛猫のキームンが割って入り制止するため、ハッと我に返るのがお約束。
「CAMELLIA TEA ROOM」の上の階に住まいを構えている。自宅で一人分の紅茶を入れる際はティープレスを使用することもある（主に朝食時。紅茶はジャワが定番）。愛用のティーカップは、口髭が汚れないよう飲み口に工夫が施されているムスタッシュカップ (Moustache cup) 。瀧はこのカップを使いたいがために口髭を生やしている。朝食はフル・イングリッシュ・ブレックファストを簡略化したものを好んで作っている。
ティールームを開業する前は親族が経営する企業グループに勤務、代表取締役補佐の役職に就いていた。
1歳の時にイギリスに住む祖母ジェーンのもとに預けられ、同地で育つ。幼い頃より人見知りで大人しく、また日本人の容貌を併せ持っていることなどから現地の同級生らに揶揄され、謂れのない差別に傷つくこともあった。そんな孫のために、祖母は優しく香る温かな紅茶を淹れて慰め、癒してくれた。瀧が現在「CAMELLIA TEA ROOM」で紅茶を提供する際に心掛けている“束の間でも安らいで頂きたい”と願う原点ともいえる。
10歳の時に祖母が他界したため独りきりになる。瀧家が静を呼び戻すことになり、日本に移住した。祖母との生活では英語のみで会話をしていたため10歳まで日本語を話せなかった。
キームン
瀧の愛猫。瀧にとって家族であり相棒であり、癒しの存在。また「CAMELLIA TEA ROOM」の看板猫である。ティーテーブル席横の出窓スペースがお気に入りの場所。
長毛種の黒猫。下顎と首下から胸にかけて一部白い毛が生えている。蝶ネクタイ風の首輪をつけており、正面からみるとタキシードを着ているように見える。瀧が抱きかかえて余るほどの大柄である。推定2歳〜3歳。子猫の頃「CAMELLIA TEA ROOM」建築中の現場に迷い込んできた元野良猫で、血統などは不明。瀧に保護され、溺愛されて育つ。
名前の由来は中国紅茶の「祁門紅茶（キームンこうちゃ、きもんこうちゃ）」。瀧からは「キームンくん」、瀧の兄からは「クロちゃん」と呼ばれている。
人間の言葉を理解しているような節がある。特に、瀧が紅茶の知識を止めどなく披露し続けていると頃合いを見て一鳴きする。時には肩に飛び乗り、甘噛みや猫パンチを繰り出して制止する。

### 瀧 静の親族
岳山 馨（たけやま かおる）
静の兄。63歳。弟に負けず劣らずのナイスミドル。静からは「兄上」と呼ばれている。旧姓は瀧。
自信に溢れ、堂々とした立ち振る舞いである。身長は静よりも2cm低い178cmであるが、体躯も姿勢も良いため全く見劣りしない。
父の跡を継ぎ、岳山グループを率いるCEOに就任し、手腕を発揮している。
物静かで大人しい静と正反対な気性で、頭に血が上りやすく声も大きい。静を心配するあまり口うるさいことを言うが鎮火するのも早い。
物心つく前の弟が祖母に引き取られて渡英してから顔を合わせていなかった。それから9年後に祖母が他界。独り悲しみに暮れる静を日本に連れ帰るためイギリスに迎えに行き、再会した。以来、長い間日本に住む親族と離れて生活してきた11歳年下の弟を過保護と呼べるほど溺愛し、50代になった今でも愛でている思慮深い善き兄である。その様は妻の昌（あきら）に諫められるほどである。
岳山 陽（たけやま ひなた）
馨の娘、静にとっては姪にあたる。28歳。10代の頃からモデルとして活動をしている。身長180cm。父譲りの長く豊かなまつ毛が切れ長で大きな目を際立たせている。目鼻立ちのはっきりした華やかな美女。SNSでは50万人のフォロワーを有するインフルエンサーでもある。近々テレビドラマに出演し、俳優デビューする予定。
両親、叔父のことは「（名前）ちゃん」付けで呼んでいる。静は陽のことを「ひなちゃん」と呼ぶ。幼い頃から娘のように可愛がってくれた静に大変懐いており、信頼を置いている。
紅茶に造詣が深く、静に全く引けを取らないペースで“紅茶オタクトーク”に花を咲かせることが出来る稀有な人物。
ジェーン
静の祖母。欧州系白人女性。静からはお祖母様（おばあさま）と呼ばれていた。静が10歳の時に他界。
1歳になったばかりの静を瀧家から引き取り、イギリスの自宅で慈しみ育てた。愛情深く慈愛に満ちた人柄であるが、手放しで甘やかすような育て方はせず、躾やマナーを重んじた。まだ幼い少年であっても、紳士的な振る舞いを欠いた時には厳しく注意を促した。
静が幼い頃からキッチンに招き入れ、イギリス伝統の焼き菓子などを一緒に作って手解きをした。ティータームを彩る茶葉は、手入れの行き届いた木製のティーキャディー (Tea caddy) に2種類保管し、紅茶を淹れる都度、箱内部のミキシングボールでブレンドしていた。静はその様子を見るのがとても好きであった。
第1話冒頭にも記されている「もし あなたが寒い時 紅茶はあなたを温めてくれるでしょう」から始まるウィリアム・グラッドストンの名文を静に教えたのも祖母である（原文は「If you are cold, tea will warm you. If you are too heated, it will cool you. If you are depressed, it will cheer you. If you are excited, it will calm you.」）。

### 「CAMELLIA TEA ROOM」顧客
片出 つばさ（かたいで つばさ）
爽やかな笑顔が魅力的な女性。少し引っ込み思案な社会人1年生。
仕事でミスをして落ち込んでいた時に偶然「CAMELLIA TEA ROOM」の前を通り掛かり、キームンに誘われるように店に入った。今まで経験したことのない、瑞々しい紅茶の美味しさに感激。勇気を出して茶葉の種類を尋ねると、先程までのクールな表情から一転、嬉々として蘊蓄を語り続ける瀧のギャップに驚き、それを制するキームンの絶妙なコンビネーションにすっかり魅了された。以来、足繁く店に通うようになった常連客の一人である。友人や会社の同僚らにも「CAMELLIA TEA ROOM」の魅力を語り、勧めている。
山田三姉妹（やまだ：ゆあ、みちか、カンナ）
CAMELLIA TEA ROOMから程近い高校に通う仲良し三人組の女子高生。名字は同じだが血縁関係はない。3人はクラスメイトであり、席も並んでいる。その様子から、いつしか「山田三姉妹」と呼ばれるようになった。3人とも瀧のことを「瀧先生」と呼んでいる。
ゆあ（結愛）
最近初めてロイヤルミルクティー（市販されている紙パック入り）を飲み、その美味しさを知ったばかり。紅茶専門店で本格的なミルクティーを飲んでみたいと思い、みちかとカンナと共に「CAMELLIA TEA ROOM」を訪れた。
瀧が愛する紅茶を基に披露する、茶葉や菓子類の知識、更に歴史や地理に至るまで多岐に亘って博識であることに感銘を受けた。
みちか
天真爛漫で明るい笑顔が印象的な少女。キームンをとても気に入っている。
カンナ（甘菜）
屈託のない笑顔でハキハキと発言する快活な少女。
アールグレイを注文した婦人
中学生二人の子を持つ兼業主婦。「CAMELLIA TEA ROOM」の前でショッピングバッグが破損するアクシデントが起き、瀧からエコバッグを貰い受ける。そのまま帰るに忍びないので店に入ることにした。普段はコーヒー党であるが「本日の紅茶」で提供された紅茶とケーキのペアリングに衝撃を受ける。時々来店しては同じ組み合わせのオーダーをしている。
ヌワラエリヤを注文した老夫婦
夫人
若い頃に行った新婚旅行先のジャワで飲んだヌワラエイヤ・アイスティーの味が忘れられない婦人。瀧が気圧される程のストレートな物言いをする、いわゆるツンデレな一面がある。「CAMELLIA TEA ROOM」も瀧のことも気に入っており、閑古鳥が鳴きそうな店を心配している。茶葉を購入するために来店することがある。
夫君
妻の口撃もするりと交わし、どこか飄々と大抵のことは笑い飛ばしてしまう大らかな性格。
塩原
片出の上司。役職は部長。普段はエスプレッソに湯を注ぐアメリカーノを常飲している。
配属当初は引っ込み思案で消極的だった部下の片出が、最近ようやく部内で雑談に応じるようになったことに安堵している。その片出が熱心に勧めていた「CAMELLIA TEA ROOM」に休日を利用して一人で訪れた。
蔓実 大房（つるみ おおふさ）
ミステリー作家。本名：小枝 充（こえだ みつる）。言葉を生業としていることもあり、感性豊かで語彙も豊富である。和のテイストを取り入れたスタイリッシュな服を格好良く着こなす妙齢の美女。左利き。
住まいの近くに紅茶専門店があることを知り、美味しいレモンティーを求めて来店。瀧が提供した紅茶に感激、精彩に富んだ言葉で情景描写をした。心に溢れた言葉をそのまま声に出してしまったため蔓実自身は恥じらったが、瀧は照れながらも大いに喜んだ。紅茶はウィズミルクを好まないため、ストレートもしくはレモンティーで味わう。
山田三姉妹のゆあは、新刊発売日を待ちわびるほど蔓実のファンである。

### 「CAMELLIA TEA ROOM」関係者
佐藤（さとう）
創業60年を誇る洋菓子店「ケーキのさとう」の店長でありケーキ職人。「CAMELLIA TEA ROOM」にケーキを卸している。
屈託のない笑顔とお喋りで人の懐に入るのが上手い陽気な性格。筋肉質な体をコックコートに、やや窮屈そうに納めている。ツーブロックのヘアスタイル、顎髭を蓄えている。
「CAMELLIA TEA ROOM」を開店するにあたりペアリングさせる菓子を探していた瀧が「ケーキのさとう」を訪れ、商品を購入したことが切っ掛けで知り合う。当時の瀧は、目にかかるほど伸ばした前髪と顔の半分を覆うような無精髭で表情が読めない風貌だったため“殺し屋のような見た目”と佐藤夫婦は評していた。その後「瀧」という名字から「たっきー」と呼ぶようになり、現在に至る。
亀本 紀子（かめもと のりこ）
瀧と同世代の女性。岳山グループの会計士をしており、馨の命により3カ月に一度「CAMELLIA TEA ROOM」の出納帳などのチェックに訪れている。瀧が会社勤めをしていた若い時分から淡い憧れを抱き、その想いは現在も胸の奥に秘めたままである。陽からは「のりぴー」と呼ばれている。

## サブタイトル
| 各話   | サブタイトル                                           | 紅茶 | フードペアリング |
| ------ | ------------------------------------------------------ | --- | --- |
| 第1話  | ダージリンとアップルパイ                               | ダージリン （セカンドフラッシュ）                                                                               | アップルパイ |
| 第2話  | アールグレイとザッハトルテ                             | キームン（アールグレイ）                                                                                        | ザッハトルテ |
| 第3話  | ディンブラとマドレーヌ                                 | ディンブラ | マドレーヌ |
| 第4話  | ロイヤルミルクティーとカヌレ                           | ロイヤルミルクティー （アッサム）                                                                               | カヌレ |
| 特別編 | 瀧のモーニングルーティン                               | ジャワ | フル・イングリッシュ・ブレックファスト 〈瀧バージョン〉 |
| 第5話  | ルフナのクリームティーセット                           | ルフナ | クリームティー （スコーン〈クロテッドクリーム、ジャム添え〉） |
| 第6話  | 正山小種とサンドイッチ                                 | 正山小種 | サンドイッチ （全粒粉パンにスモークサーモン、クリームチーズ、キュウリ）                                                                                             |
| 第7話  | 苺のカスタードタルトと紅茶占い                         | キャンディ | 苺のカスタードタルト |
| 第8話  | アイスレモンティーとクランペット                       | アイスレモンティー（ニルギリ）                                                                                  | クランペット （バター、ゴールデンシロップ添え） |
| 第9話  | アッサムとバノフィーパイ                               | アッサム | トフィーナッツ バノフィーパイ |
| 第10話 | マサラチャイとカレー                                   | マサラチャイ （茶葉：ドアーズ（CTC製法〈ティーバッグ〉） スパイス：ジンジャー、シナモン、カルダモン、クローブ） | カレー |
| 第11話 | ヌワラエリヤとスフレケーキ                             | ヌワラエリヤ ※アイスティーにて提供                                                                              | スフレチーズケーキ |
| 第12話 | ダージリンとモンブラン                                 | ダージリン （オータムナル）                                                                                     | モンブラン（和栗を使用） |
| 第13話 | サモワールとクッキー                                   | キャンディ ※サモワールにて提供                                                                                  | クッキー （クラービャ〈イチゴジャム〉、メレンゲ、アイスボックスクッキー、ショートブレッド、ディアマンクッキー、ブールドネージュ）                                   |
| 第14話 | デカフェティーとマカロン                               | セイロンブレンド （ルフナ、キャンディ、ディンブラ） ※超臨界二酸化炭素抽出法で抽出                               | マカロン （バニラ〈ホワイトチョコクリーム〉、フランボワーズ） |
| 第15話 | ウヴァとティラミス                                     | ウヴァ | ティラミス |
| 第16話 | アールグレイとチョコレートロールケーキ                 | キームン（アールグレイ） Tea with Milk                                                                          | チョコレートロールケーキ （パンプキンシードをあしらって） |
| 第17話 | カメリアのアフタヌーンティーセット                     | スリランカブレンド （ウヴァ、ディンブラ）                                                                       | アフタヌーンティー （サンドイッチ〈キュウリ・生ハム・クリームチーズ〉サラダを添えて、スコーン〈クロテッドクリーム、バラのコンフィチュール添え〉、キャロットケーキ） |
| 第18話 | ジンジャーミルクティーとスティッキートフィープディング | ルフナ ※ジンジャーミルクティーにして、マグカップで提供                                                          | スティッキー・トフィー・プディング （黒砂糖のトフィーソースをかけて）                                                                                               |
| 第19話 | アッサムのセカンドフラッシュとフルーツサンド           | アッサム （セカンドフラッシュ） ※茶葉の最高グレード SFTGFOP1を使用                                              | フルーツサンド （豆乳クリーム、果物〈マンゴー、イチゴ、キウイ、バナナ、みかん〉）                                                                                   |
| 第20話 | オリジナルブレンドとヴィクトリアサンドイッチケーキ     | オリジナルブレンド （ニルギリ、ダージリン〈オータムナル〉） ※バニラフレーバー                                   | ヴィクトリアサンドイッチケーキ （ラズベリージャムを挟んで） |
| 特別編 | 紅葉狩り                                               | ダージリン （セカンドフラッシュ）                                                                               | たい焼き |
| 第21話 | 滇紅金芽とアーモンドチョコレート                       | 滇紅 ※滇紅金芽を使用                                                                                            | アーモンドチョコレート |
| 第22話 | ディンブラと厚焼き玉子サンドイッチ                     | ディンブラ | 厚焼き玉子サンドイッチ |
| 第23話 | ニルギリとミルクレープ                                 | ニルギリ | ミルクレープ |

## 書誌情報
- モリコロス 『猫と紳士のティールーム』 コアミックス〈ゼノンコミックス〉、既刊5巻（2025年8月20日現在）
  1. 2023年2月20日発行、ISBN 978-4-86720-477-1
  2. 2023年8月19日発行、ISBN 978-4-86720-532-7
  3. 2024年2月20日発行、ISBN 978-4-86720-617-1
  4. 2024年8月20日発行、ISBN 978-4-86720-678-2
  5. 2025年8月20日発行、ISBN 978-4-86720-736-9

## 受賞歴
- 楽天Kobo電子書籍Award 2025「ネクストブレイクコミック部門」大賞（2025年）[5][6]